# Sud-Express
 (mai 2012).
Si vous disposez d'ouvrages ou d'articles de référence ou si vous connaissez des sites web de qualité traitant du thème abordé ici, merci de compléter l'article en donnant les références utiles à sa vérifiabilité et en les liant à la section « Notes et références ».
Le Sud-Express, ou Sud Expresso, ou encore le Trenhotel 313, est le nom d'un service de train international qui relie Hendaye dans les Pyrénées-Atlantiques à Lisbonne via Madrid. À l'origine, exploité par la Compagnie internationale des wagons-lits, il reliait Paris à Lisbonne via Bordeaux et Hendaye.
Le service a été suspendu par la Renfe en mars 2020 en raison de la pandémie de Covid-19 et n'a pas repris depuis. En mars 2021, un représentant du ministère espagnol des transports a déclaré que le pays pourrait cesser d'avoir des trains de nuit, même après la fin de la pandémie.

## Historique

### Débuts
À une époque où les routes espagnoles, notamment celles allant vers le Portugal, étaient encore en grande partie en terre battue, le train constituait le moyen le plus rapide pour joindre Paris et Madrid, et la seule alternative confortable au bateau pour gagner le Portugal.

Le Sud-Express a d'abord été lancé sous la forme d'un train de luxe à l'initiative commune du PO, du Midi et de la CIWL, et inauguré le 2 octobre 1886 entre Paris et Hendaye (départ) ou Irun (arrivée). De là, les voyageurs empruntaient les trains ordinaires du réseau espagnol leur offrant une correspondance de/ou pour Lisbonne, Porto ou Madrid.

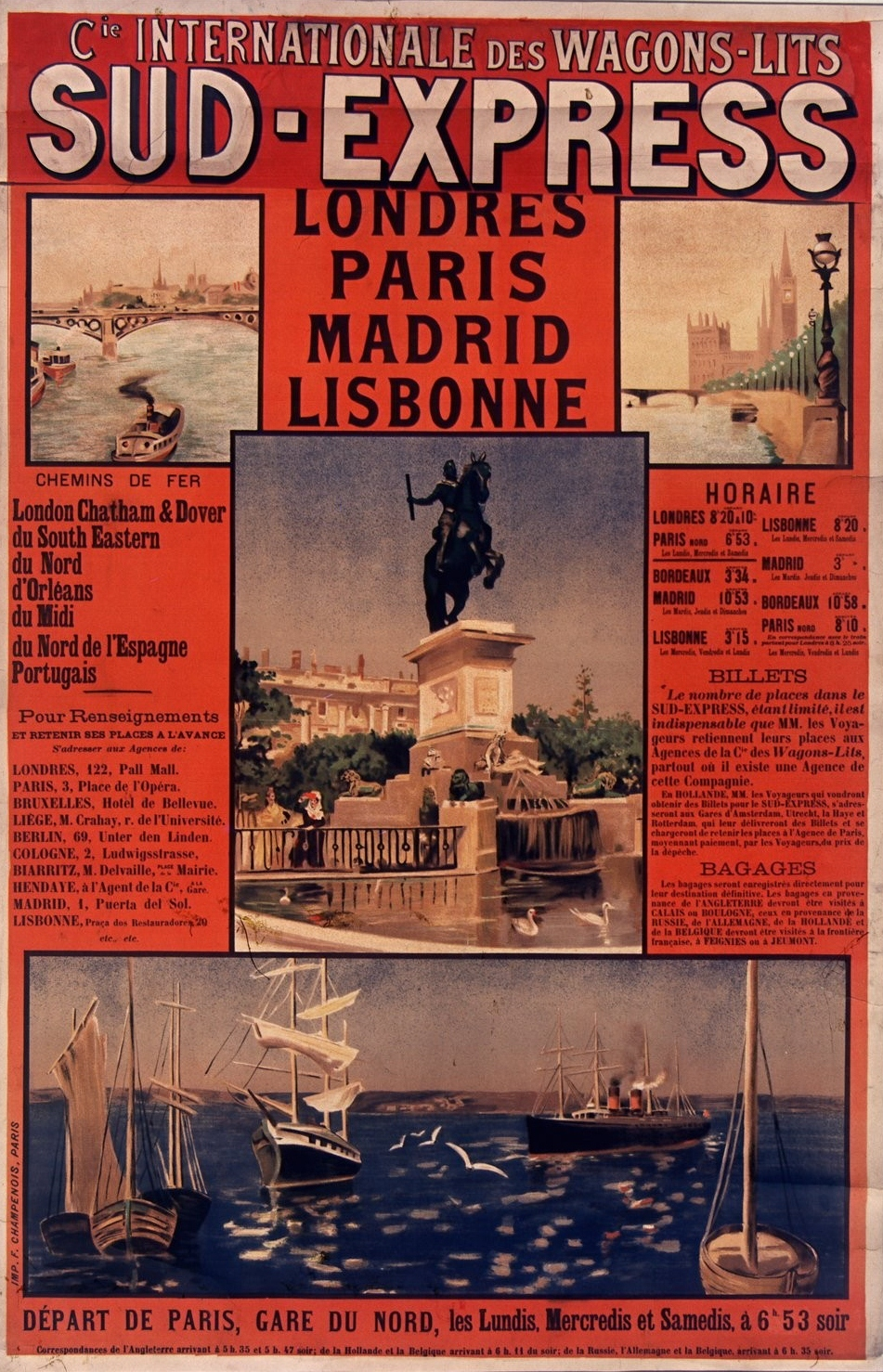
Affiche de 1890 faisant la promotion du Sud-Express

Un an plus tard, le train sera placé pour la totalité de son parcours sous la seule administration de la CIWL, qui en fournira les voitures et le personnel d'accompagnement, sa traction continuant à être assurée par chacun des réseaux concernés. Malgré les changements de train aux frontières, Paris ne sera plus alors qu'à vingt-huit heures de Madrid et quarante-cinq heures de Lisbonne. Le service, inauguré par un voyage spécial de personnalités le 21 octobre 1887, sera ouvert au public à partir du 5 novembre suivant, le train partant tous les samedis de la gare d'Austerlitz en correspondance avec une rame venant de Calais via Paris-Nord et la Petite Ceinture. À partir de mars 1888, les départs seront bi-hebdomadaires, le mercredi et le samedi. Ils deviendront tri-hebdomadaires (mardi, jeudi et samedi) en 1891, quadri-hebdomadaires en 1896, puis, à partir du 8 juin 1900, quotidiens pour Madrid, joint en vingt-cinq heures. Trois fois par semaine, les mardis, jeudis et samedis, le train comportait une tranche de voitures pour Lisbonne, détachée à Medina del Campo. Il assurait également le service des messageries et le transport du courrier du nord de l'Europe vers l'Espagne et le Portugal.
À compter du 23 juillet 1900, départ et arrivée ont lieu en gare d'Orsay. Le 15 novembre de la même année, le train remontant vers Paris avec trente-quatre passagers déraille dans les Landes, faisant quatorze morts et vingt blessés. 
À partir de 1930, le parcours du train de Lisbonne sera prolongé par l'actuelle « Linha de Cascais » jusqu'à Sao Joao do Estoril, devenue une station balnéaire de luxe attirant la clientèle internationale.  (L'Estoril est connu de nos jours pour son golf, son casino et le Grand Prix de F1.)
Après la Seconde Guerre mondiale, en plus des voitures Pullman, les premières voitures DEV Inox furent utilisées sur ces rames, d'abord uniquement en première classe, plus tardivement avec des secondes classes.
À partir de 1969, avec la création d'un nouveau train Paris-Madrid rapide et, nouveauté, direct, la « Puerta del sol », comportant voitures-lits puis également couchettes (dès 1970), la tranche Madrid du « Sud-Express » fut supprimée. Le service Pullman du Sud-Express, le dernier à fonctionner encore en France, prit fin en mai 1971, atteint par la limite d'âge du matériel (près d'un demi-siècle) et la concurrence des Trans-Europ-Express.
L'itinéraire emprunté sur les hauts plateaux espagnols était à voie unique.  Il en résultait parfois de longs arrêts « sous les étoiles » dans l'attente du train venant à contre-sens. La gare-frontière entre l'Espagne et le Portugal s'appelle Vilar Formoso dans le comté d'Almeida. La bifurcation vers Lisbonne et Porto se situe à Pampilhosa. Peu après la guerre civile espagnole, la locomotive à vapeur a même été alimentée par de la paille par manque de charbon. Il en résultait des arrêts fréquents en rase campagne[réf. nécessaire].

### Changement d'écartement
À partir de l'été 1973, apparut le premier services de voitures-couchettes directes Paris-Lisbonne et Paris-Porto, évitant le transbordement à la frontière. La particularité de ces six voitures-couchettes était la possibilité de changement de leurs bogies, compte tenu des différences d'écartement des voies française et espagnole : 
à Hendaye, les voitures groupées par trois, étaient montées - avec leurs occupants - sur des crics dans un hangar. Leurs six bogies étaient remplacés par six autres bogies d'un écartement différent. Un locotracteur spécial poussait les bogies à remplacer tout en tractant les nouveaux bogies.  Cette longue opération avait donc lieu deux fois pour chaque train mais cette installation n'est plus utilisée pour les trains commerciaux depuis 1996.
Les voyageurs des voitures à places assises transitaient à pied avec leurs bagages par le poste de douane d'Hendaye, tandis que ceux en voitures-lits disposaient de porteurs.
(N.B. Le Talgo direct, lui, dénommé « Paris-Madrid-Talgo », puis « Goya » était un luxueux train de voitures-lits qui relie Paris à Madrid et dont les essieux télescopiques permettent de franchir la frontière entre la France et l'Espagne. Il a pris le relais du train « Puerta del Sol », supprimé ensuite, et a été lui-même remplacé par le TGV depuis la fin de 2013)

### La continuité depuis fin 2017
Avec l'arrivée du TGV, la section française du Sud-Express par train Corail a été supprimée, d'abord l'hiver dans les années 1990, puis l'été.
Jusqu'en 2020, le service n'était assuré que deux fois par semaine à Hendaye (la desserte TGV d'Irun ayant été supprimée en décembre 2017), via une correspondance entre le TGV inOui, originaire de Paris-Montparnasse, et le train de nuit Renfe Trenhotel de type Talgo, à destination de Lisbonne. 
Les installations de changement d'écartement ayant été détruites, ce dernier ne serait de toute façon plus en mesure d'aller jusqu'à Paris. Les voyageurs doivent donc effectuer un trajet de jour en TGV, puis un trajet de nuit en Talgo : si la durée du trajet est réduite pour les usagers du train de luxe, la rupture de charge et le créneau de cette dernière reste un frein à son essor commercial. Cela se répercute également sur l'ensemble du trafic ferroviaire voyageurs transfrontalier (exception faite de l'EuskoTren), en conduisant à sa réduction progressive au profit de la voiture, mais aussi de divers autocaristes.

## Composition
Seules les voitures-couchettes faisaient le trajet sans transbordement de Paris au Portugal.
Trois (six en saison) de ces voitures allaient à Lisbonne, les deux ou trois autres à Porto (Campanha).
Les voitures-couchettes avaient des compartiments à six places.
Les voitures-restaurants et les wagons-lits (autre nom des voitures-lits), du même type que celle du fameux « Orient-Express », avec les mêmes marqueteries et chandeliers en cuivre, elles, n'ayant que des bogies pour la péninsule Ibérique (écartement plus large), ne faisaient que le trajet Hendaye-Irun-Lisbonne.
À partir de la fin des années 1970, des voitures Corail entrèrent dans la composition du « Sud-Express » sur le parcours français, remplaçant le matériel Inox d'après-guerre. Aujourd'hui, c'est le TGV Atlantique qui assure cette mission.
Jusqu'à avril 2010, pour le parcours ibérique du « Sud-Express », le train de nuit se compose d'un wagon-lits, de construction allemande, du type U-Hansa, modernisé par les Chemins de fer portugais (CP), de voitures de 1re classe et de seconde à compartiments et d'une voiture-restaurant du type Sorefame (série 21-40 et 88-40) des CP, et de couchettes espagnoles  à 10 compartiments de la Renfe (série Bc10x 9600/50-70 600). Désormais, le service est assuré par un très confortable Train-Hôtel de type Talgo, comportant voitures-lits, voiture-bar (avec service assis de spécialités portugaises sur le zinc) et sièges inclinables, matériel loué aux Chemins de fer espagnols (Renfe)

## Voyageurs
Dans les années 1970 à 1990, le train a transporté beaucoup d'émigrants portugais en France, au Luxembourg, en Belgique et en Allemagne. Ils utilisaient peu la voiture-restaurant française, chère pour leur bourse, davantage la portugaise, bon marché, avec une délicieuse morue traditionnelle, mais ils préféraient souvent les dames-jeannes, recouvertes d'osier, de vin rouge et d'eau de Luso et mangeaient leur copieux pique-nique à base de poulet froid, de jambon sec et d'œufs odorants. N'ayant à payer aucune surtaxe pour leurs bagages, ils en emportaient beaucoup, amoncelés dans les compartiments. L'ambiance était joyeuse ; ils racontaient leur vie d'émigrés et parlaient franchement de leurs projets au pays.
Dans la partie première classe et wagon-lits, l'ambiance était différente avec une clientèle d'hommes d'affaires, de militaires (échanges entre pays), de touristes et d'amateurs d'art.
Aujourd'hui, avec l'élévation du niveau de vie, l'atmosphère du « Sud-Express » ressemble davantage à celle de tout grand express européen, même si son caractère très particulier d’« Orient-Express du Sud » demeure vivant.